# Estandarte (álbum)
Estandarte é o oitavo álbum do grupo brasileiro de rock Skank, lançado em 2008. O álbum marca a volta de Dudu Marote na produção depois de 12 anos, marcando uma retomada do grupo para as músicas dançantes de trabalhos anteriores, distanciando do formato canção com fortes influências de britpop dos últimos discos.
Apresenta 12 músicas  inéditas, parcerias de Samuel Rosa com  Chico Amaral, Cesar Maurício e Nando Reis. Participação especial inclui a cantora Negra Li.
O álbum foi certificado com disco de platina em 2021 pela Pro-Música Brasil.

## Composição
A intenção em Estandarte era não repetir muito o predecessor Carrossel, com direito a uma reunião com o produtor Dudu Marote e ser o primeiro CD em que a banda chegou ao estúdio sem composições prontas. As músicas foram feitas em sessões conjuntas no estúdio Máquina, em Belo Horizonte, para depois incluir letras.  A única a não surgir de "jam sessions" foi "Ainda Gosto Dela", criada a partir de uma batida eletrônica criada pelo baterista Haroldo Ferretti. O álbum segue a linha pop rock misturada a soul, funk, reggae, surf music e timbres eletrônicos.

## Faixas
Todas as faixas escritas e compostas por Samuel Rosa e Chico Amaral, exceto onde indicado. 
| N.º | Título                            | Compositor(es)       | Duração |  |
| 1.  | "Pára-Raio"                       | Rosa, Nando Reis     | 5:02    |  |
| 2.  | "Ainda Gosto Dela" (com Negra Li) | Rosa, Reis           | 5:14    |  |
| 3.  | "Chão"                            |                      | 4:45    |  |
| 4.  | "Canção Áspera"                   |                      | 4:32    |  |
| 5.  | "Noites de um Verão Qualquer"     | Rosa, César Maurício | 3:36    |  |
| 6.  | "Escravo"                         |                      | 4:10    |  |
| 7.  | "Notícias do Submundo"            |                      | 4:09    |  |
| 8.  | "Sutilmente"                      | Rosa, Reis           | 4:02    |  |
| 9.  | "Um Gesto Qualquer"               |                      | 4:26    |  |
| 10. | "Assim sem Fim"                   | Rosa, Maurício       | 3:39    |  |
| 11. | "Saturação"                       |                      | 6:13    |  |
| 12. | "Renascença"                      | Rosa, Reis           | 3:44    |  |

## Créditos
Skank
- Samuel Rosa - voz, guitarra e violão
- Henrique Portugal - teclados
- Lelo Zaneti - baixo
- Haroldo Ferretti - bateria

Musicos convidados
- Hugo Hori - sax barítono em "Pára-Raio"
- Kito Siqueira - saxofone em "Para-Raio"
- Marcelo Cotarelli, Reginaldo Gomes - trompete em "Pára-Raio"
- Tiquinho - trombone em "Para-Raio"
- Negra Li - vocais em "Ainda Gosto Dela"
- Christine Springuel, Geraldo Monte, Jesuina Passaroto, José Ricardo Taboada - viola em "Sutilmente"
- Bernardo Bessler - violino em "Sutilmente"
- José Alves - violino e arregimentação em "Sutlimente"
- Iura Ranevsky, Marcio Malard - violoncelo em "Sutilmente"

Produção
- Dudu Marote, Tiquinho - arranjo de metais em "Pára-Raio"
- Luiz Brasil - arranjo de cordas em "Sutilmente"
- Skank - arranjo de vocais
- Dudu Marote - arranjo de vocais, produção, efeitos, programação de bateria, synth bass, tamborim e teclado adicional
- Bob Ludwig - masterização
- Michael Fossenkemper - mixagem
- Renato Cipriano, Maurício Cersosimo - gravação
- Marco Diniz, Carlos Blau - gravação de metais
- William Luna Jr. - gravação de cordas
- Frederico Toledo, Roberto Calixto, Marco Diniz, Pablo Maia, Dionisio Dasul - assistentes de gravação
- Angela Coelho, Camila Bahia, Ivana Simões - produção executiva
- Lucas Tanure, Roberto Calixto - assistentes de produção executiva

Design
- Rafael Silveira - pintura de capa
- Marcus Barão - projeto gráfico
- Sandro Mesquita - supervisão de arte
- Wéber Padua - fotos de capa